# Мейген (острів)
Острів Мієн — один з незаселених островів у групі Островів Королеви Єлизавети, частина Арктичного архіпелагу в регіоні Кікіктаалук Нунавут, Канада.

## Особливості та історія

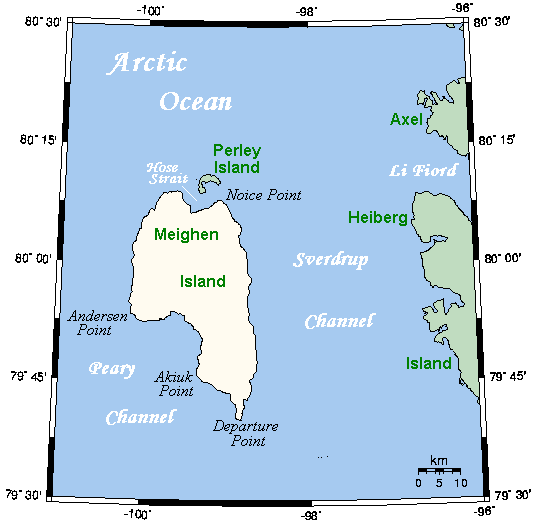
Крупний план острова Мієн

Розташований за координатами 79°59′ пн. ш. 099°30′ зх. д. / 79.983° пн. ш. 99.500° зх. д., має розміри 955 км2 (369 миля2) і вкритий льодовиковою шапкою. Острів постійно скований льодом, а його північно-західне узбережжя виходить у відкритий Північний Льодовитий океан.
На відміну від багатьох канадських арктичних островів, на Мієні не було знайдено слідів таборів інуїтів чи туле, що свідчить про те, що острів ніколи не був заселений, ймовірно, через його крайню північну широту.